# Aglif
Aglif (franska: Aglif (CR), Aglif (Commune Rurale), arabiska: ادغاس) är en kommun i Marocko.   Den ligger i provinsen Essaouira och regionen Marrakech-Safi, i den centrala delen av landet, 400 km sydväst om huvudstaden Rabat. Antalet invånare är 8 934.